# Liste der Herrscher der Gascogne
Grafen bzw. Herzöge der Gascogne waren (siehe auch Haus Gascogne):

## Die Herzöge der Gascogne während der Zeit derMerowinger
- Bladast, 581 Herzog in der Gascogne[1]
- Austrowald, 587 Herzog in der Gascogne[1]
- Amandus, Herzog der Gascogner (unhistorisch[2])
- Felix, Herzog von Aquitanien und Gascogne ab etwa 660[1]
- Loup I., Herzog von Aquitanien und Gascogne[1]

## Die Herzöge der Gascogne während der Zeit derKarolinger
- Loup II., Herzog ("Wasconum dux Lupus" im Jahr 770 bei Einhard)[3]
- Adalric, Herzog von Gascogne ("Chorso dux Tholosanus" wurde von "cuiusdam Wasconis, Adelerici" geschlagen, in: Vita Hludowici Imperatoris[4])
- Sanche Loup, Herzog 778-812 (unhistorisch)
- Seguin I. (Jimeno), † nach 814/815, Herzog (Einhard: die "Vascones" rebellierten 816 gegen "ducem suum … Sigiwinum"[5])
- Garcia I., Herzog von Gascogne 816-818 (unhistorisch)
- Loup III., Herzog 812-819 (unhistorisch)
- Totilo, † nach 815, Herzog (unhistorisch)
- Seguin II., † nach 816, Herzog (historisch ist: "Sihiminum comitem" wurde 816 von Kaiser Ludwig dem Frommen verjagt und floh nach Spanien, wo er den Leuten des Kaisers erhebliche Probleme bereitete)[6]
- Aznar Sánchez, † 836, Sohn von Sancho I., Graf im Baskenland, gestorben als Graf der Gascogne nördlich der Pyrenäen (Vasconia)
- Sancho Sánchez (Sanche Menditarrat), dessen Bruder, 836/852 Graf
- Guillén I., Graf, wohl Graf von Bordeaux und wohl Herzog von Gascogne (das Chronicon Fontanellense berichtet, man habe "ducem eiusdem Guilhelmum" gefangen genommen, als die Normannen 848 Bordeaux eroberten; sein Tod ist nicht überliefert[7])
- Arnaldus, † 885/87, Neffe von Aznar Sanchez, Sohn Emenons, 864 Graf (Herzog) der Gascogne, (Die Translatio Reliquiarum S. Faustæ berichtet, Arnaldus habe "apud Gascones…Ducatus" erhalten, er sei "filius cuiusdam comitis Petragoricensis…Imonis" und der Nachfolger von "avunculo suo Sanctioni"[8])

## Die Herzöge der Gascogne in der Zeit derKapetinger

### Haus Gascogne
- Garcia Sanchez, genannt le Tors, wohl Sohn von Sancho Sanchez (Menditarrat), 885/887-904 Graf (Herzog) der Gascogne
- Sanche Garcez, Graf oder Herzog, † wohl vor 950/955, wohl dessen Sohn
- Sanche Sanchez, dessen Sohn, Herzog 961-961
- Wilhelm (Guillén) II. Sanchez, † wohl 996, dessen Bruder, Graf (Herzog) um 970;
- Gombald, dessen Bruder, Bischof und Herzog der Gascogne 978
- Bernardo Guillén, † 1009 nach 3. April, Sohn Wilhelms, Graf
- Sancho Guillén, 992 bezeugt, † 1032, dessen Bruder, 1009 Graf, um 1026 Herzog der Gascogne
- Berenguer, † 1036/37, wohl dessen Neffe, 1032 Herzog der Gascogne

### Ramnulfiden
- 1036–1039 Odo von Aquitanien Neffe mütterlicherseits von Sancho VI. (Herzog von Aquitanien)

### Haus Lomagne
- 1039–1052 Bernard II. Tumapaler Ur-Urenkel Garcías II. (als Bernard II. Graf von Armagnac)

### Ramnulfiden
- 1052–1086 Guido Gottfried (Wilhelm VIII.) Halbbruder Odos (Herzog von Aquitanien)